# 岩石體育中心公園
岩石體育中心公園（西班牙語：Parque Polideportivo Roca）是阿根廷首都布宜諾斯艾利斯南部地區一個附有體育設施的大型公園。坐落在馬坦薩河河畔的Villa Soldati附近，公園由布宜諾斯艾利斯市政府於1978年創建，1979年落成，由阿根廷國家重組過程軍事獨裁時期的布宜諾斯艾利斯執行市長Osvaldo Cacciatore揭幕。

## 簡述
本公園為布宜諾斯艾利斯最大的體育園區，佔地200公頃（494英畝）。環繞公園的以下四條公路：
- 紀念前總統Autopista Presidente Héctor J. Cámpora（西班牙语：Autopista Presidente Héctor J. Cámpora）的Cámpora公路
- 紀念Coronel Roca的Avenida Coronel Roca（西班牙语：Avenida Coronel Roca）
- 紀念2月27日的Avenida 27 de Febrero（西班牙语：Avenida 27 de Febrero）和
- Avenida Escalada。

馬坦薩河的支流Cildañez溪流經本公園，把公園一分為二。公園內亦有一個人工湖。

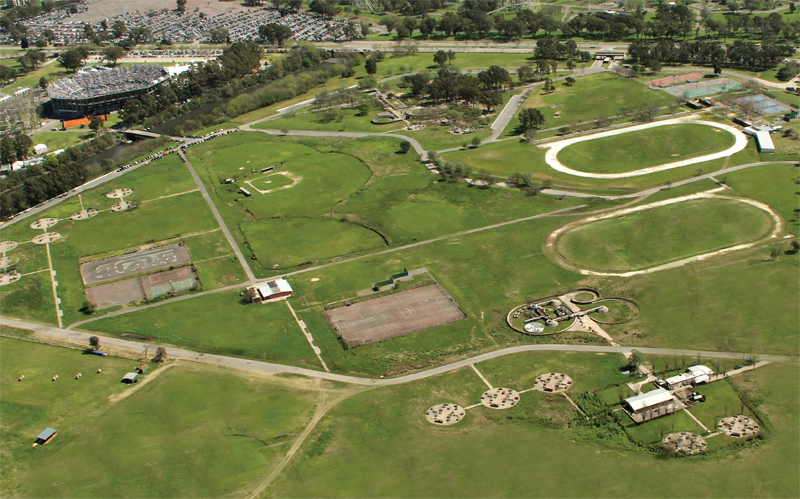
體育中心的部分

體育中心包括下列各項設施：
- 瑪麗亞·特蘭·魏斯體育場
- 15座足球場
- 2座室外籃球場
- 2座
- 4座室外排球場
- 11座網球場
- 3座游泳池：兩個成人池和一個兒童池[1]。
- 1座BMX賽道
- 1座田徑場
- 1座射箭場
- 1座自由車館

由於體育館使用已久，在衛生設施欠佳及電氣設備過時兼混亂、斷裂或不完整等問題影響下，體育館在2006年南美運動會期間舉辦了世界射箭錦標賽之前翻新。為了2018年夏季青年奧林匹克運動會，市政府還在園區興建一座符合奧運規格的游泳池。

## 奧林匹克公園

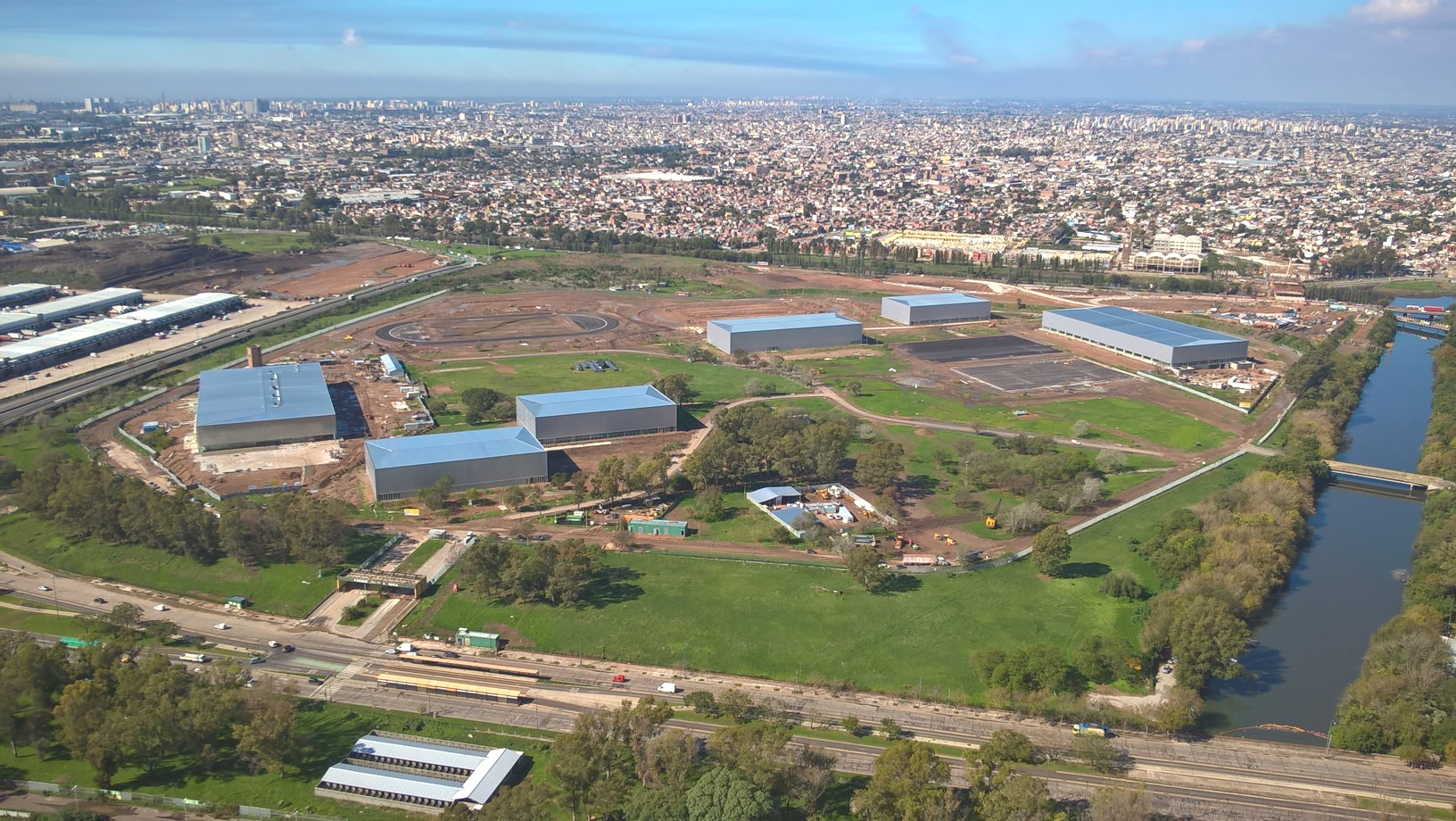
奧林匹克公園

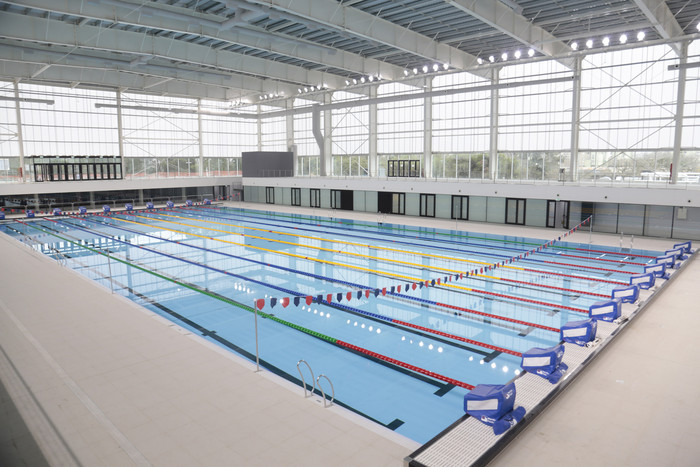
新的游泳館

公園在2018年夏季青年奧林匹克運動會之前進行全面翻新，以做為主要的奧林匹克公園。興建了六個展館：亞洲館（柔道和角力）、非洲館（擊劍和現代五項）、歐洲館（空手道和舉重）、大洋洲館（拳擊和跆拳道）美洲館（體操）和游泳館。園區還包括曲棍球場和田徑場。